# Xã Lanesville, Quận Sangamon, Illinois
Xã Lanesville (tiếng Anh: Lanesville Township) là một xã thuộc quận Sangamon, tiểu bang Illinois, Hoa Kỳ. Năm 2010, dân số của xã này là 208 người.